# Викс, Прийт
При́йт Ви́кс (эст. Priit Viks; род. 7 января 1982, Элва, Эстонская ССР, СССР) — эстонский биатлонист. Занимается биатлоном с 1994 года. Впервые попал в команду в 2002 году. Участник двух Олимпиад: Турина 2006 года и Ванкувера 2010 года. На ванкуверской олимпиаде показал свой лучший результат в карьере, заняв 20-е место в индивидуальной гонке.
Завершил карьеру в сезоне 2011/2012.

## Результаты

### Кубок мира
- 2006—2007 — очков не набирал
- 2007—2008 — очков не набирал
- 2008—2009 — 105-е место
- 2009—2010 — 85-е место